# Isabel Fernándezová
Isabel Fernández-Gutíerrez, (* 1. únor 1972 Alicante, Španělsko) je bývalá reprezentantka Španělska v judu. Je majitelkou zlaté olympijské medaile.

## Sportovní kariéra

### Úspěchy
- olympijská zlatá medaile z roku 2000
- mistryně světa z roku 1997
- šestinásobná mistryně Evropy

### Zajímavosti
- tokui-waza: joko-sutemi-waza, kučiki-taoši
- styl: taktický
- úchop: levý

Vyrůstala v Elche, kde začínala s házenou a ve 13 poprvé zkusila judo. Oběma sportům se věnovala současně až do svých 20 let, kdy se rozhodla pro úpolový sport. Skoro celou svojí sportovní kariéru trénovala pod Javierem Alonsom, za kterého se i vdala.
Mezi světovou špičku pronikla v roce 1995 a formu potvrdila v roce 1996 na na olympijských hrách v Atlantě ziskem bronzové medaile. Její způsobem boje nebyl mezi soupeřkami populární. Ráda měnila tempo boje, výborně četla soupeřčin pohyb a k vítězství jí bohatě stačil minimální bodový zisk. V roce 1997 jí po vyhraném finále na mistrovství světa dokonce frustrovaná Kubánka Driulis Gonzálezová odmítla podat ruku. Kubánka jí prohru na dalším mistrovství světa vrátila, ale v roce 2000 na Olympijských hrách v Sydney opět úřadovala taktika Španělky.
V roce 2004 byla na nejlepší cestě obhájit zlatou olympijskou medaili na Olympijských hrách v Athénách, ale veškeré naděje jí vzala dobře připravená Němka Yvonne Bönischová hned v prvním kole. Na zahajovacím ceremoniálu se stala vlajkonoškou španělské výpravy. Ve 32 letech však stále nepomýšlela na ukončení kariéry a v roce 2007 se na několik let stala držitelkou rekordu jako nejstarší vítězka mistrovství Evropy - v roce 2012 jí překonal Izraelec Ariel Ze'evi.
Na Olympijských hrách v Pekingu v roce 2008 pomýšlela na jednu z medailí, ale turnaj nezvládla po fyzické stránce. Každý zápas dotáhla až do prodloužení, kde chybovala dříve než její soupeřka. O svojí pátou účast se pokoušela ještě v roce 2012 ve 40 letech. Na kvalifikaci to však nestačilo a po nezdaru ukončila sportovní kariéru. S manželem se věnuje trenérské práci v Alicante a charitativním činnostem.

### Rivalky
- Driulis Gonzálezová
- Yurisleidys Lupeteyová
- Mária Pekliová
- Yvonne Bönischová
- Marisabelle Lombaová

## Výsledky
| Turnaj             | 1992       | 1993       | 1994       | 1995       | 1996       | 1997       | 1998       | 1999       | 2000       | 2001       | 2002       | 2003       | 2004       | 2005       | 2006       | 2007       | 2008       | 2009       | 2010       | 2011       | 2012       |
| Turnaj             | 20         | 21         | 22         | 23         | 24         | 25         | 26         | 27         | 28         | 29         | 30         | 31         | 32         | 33         | 34         | 35         | 36         | 37         | 38         | 39         | 40         |
| Turnaj             | lehká váha | lehká váha | lehká váha | lehká váha | lehká váha | lehká váha | lehká váha | lehká váha | lehká váha | lehká váha | lehká váha | lehká váha | lehká váha | lehká váha | lehká váha | lehká váha | lehká váha | lehká váha | lehká váha | lehká váha | lehká váha |
| ------------------ | ---------- | ---------- | ---------- | ---------- | ---------- | ---------- | ---------- | ---------- | ---------- | ---------- | ---------- | ---------- | ---------- | ---------- | ---------- | ---------- | ---------- | ---------- | ---------- | ---------- | ---------- |
| Olympijské hry     | —          |            |            |            | 3.         |            |            |            | 1.         |            |            |            | 5.         |            |            |            | úč.        |            |            |            | —          |
| Mistrovství světa  |            | —          |            | 5.         |            | 1.         |            | 2.         |            | 3.         |            | 7.         |            | 5.         |            | 2.         |            | —          | —          | 7.         |            |
| Mistrovství Evropy | úč.        | úč.        | —          | 2.         | 3.         | 2.         | 1.         | 1.         | úč.        | 1.         | 3.         | 1.         | 1.         | 3.         | 3.         | 1.         | 2.         | —          | —          | úč.        | úč.        |

## Podrobnější výsledky

### Olympijské hry
| Rok      | Kategorie  |  | 1/32                                    | 1/16                                 | čtvrtfinále                              | semifinále                     | opravy                             | opravy                               | opravy                              | o bronz                                 | finále                           |
| -------- | ---------- |  | --------------------------------------- | ------------------------------------ | ---------------------------------------- | ------------------------------ | ---------------------------------- | ------------------------------------ | ----------------------------------- | --------------------------------------- | -------------------------------- |
| LOH 1996 | lehká váha |  | výhra - waz/uma Narelle Hillová         | výhra - yuk/shi Zülfiyyə Hüseynovová | výhra - kok/ksk Mária Pekliová           | prohra - yuk/osg Čong Son-jong | -                                  | -                                    | -                                   | výhra - yuk/shi Nicola Fairbrotherová   | -                                |
| LOH 2000 | lehká váha |  | výhra - 1:45/una Chišigbatyn Erdenet-Od | výhra - yuk/shi Ellen Wilsonová      | výhra - (yus) Kie Kusakabe               | výhra - (yus) Mária Pekli      | -                                  | -                                    | -                                   | -                                       | výhra - waz/shi Driulis González |
| LOH 2004 | lehká váha |  | prohra - waz/tno Yvonne Bönischová      | -                                    | -                                        | -                              | výhra - 2:32/keg Jessica Garcíaová | výhra - yuk/shi Kie Kusakabeová      | výhra - yuk/kgu Cinzia Cavazzutiová | prohra - yuk/shi Yurisleidys Lupeteyová | -                                |
| LOH 2008 | lehká váha |  | volný los                               | výhra - 5:20/mga Valerie Gotayová    | prohra - 6:00/uot Deborah Gravenstijnová | -                              | -                                  | prohra - 9:20/shi Ketleyn Quadrosová | -                                   | -                                       | -                                |

### Mistrovství světa
| Rok     | Kategorie  |  | 1/128                                 | 1/64                                  | 1/32                                  | 1/16                                  | čtvrtfinále                           | semifinále                            | opravy                                | opravy                                | opravy                                | o bronz                               | finále                                |
| ------- | ---------- |  | ------------------------------------- | ------------------------------------- | ------------------------------------- | ------------------------------------- | ------------------------------------- | ------------------------------------- | ------------------------------------- | ------------------------------------- | ------------------------------------- | ------------------------------------- | ------------------------------------- |
| MS 1995 | lehká váha |  | x                                     | volný los                             | prohra Marisabelle Lombaová           | -                                     | -                                     | -                                     | výhra Jessica Galová                  | výhra Mária Pekliová                  | výhra Tanja Münzingerová              | prohra Danielle Zangrandová           | -                                     |
| MS 1997 | lehká váha |  | x                                     | volný los                             | výhra Alexandra Rinnerthalerová       | výhra Karoline Kubatzkiová            | výhra Čijori Masučiová                | výhra Marisabelle Lombaová            | -                                     | -                                     | -                                     | -                                     | výhra - (yus) Driulis Gonzálezová     |
| MS 1999 | lehká váha |  | x                                     | volný los                             | výhra Ši Či-ju                        | výhra Orit Bar-Onová                  | výhra Nicola Fairbrotherová           | výhra Jessica Galová                  | -                                     | -                                     | -                                     | -                                     | prohra - waz/stg Driulis Gonzálezová  |
| MS 2001 | lehká váha |  | x                                     | volný los                             | výhra Olena Hlebovová                 | výhra Linda Mekzainová                | výhra Sü Ju-chua                      | prohra Yurisleidys Lupeteyová         | -                                     | -                                     | -                                     | výhra Cinzia Cavazzutiová             | -                                     |
| MS 2003 | lehká váha |  | x                                     | volný los                             | výhra Sabrina Filzmoserová            | výhra Taťána Šušakovová               | prohra Kje Sun-hui                    | -                                     | -                                     | -                                     | prohra Mária Pekliová                 | -                                     | -                                     |
| MS 2005 | lehká váha |  | x                                     | x                                     | výhra Tu Si-man                       | výhra Chišigbatyn Erdenet-Od          | výhra Tetjana Šiková                  | prohra Yvonne Bönischová              | -                                     | -                                     | -                                     | prohra Sabrina Filzmoserová           | -                                     |
| MS 2007 | lehká váha |  | x                                     | výhra Sabrina Filzmoserová            | výhra Valerie Gotayová                | výhra Deborah Gravenstijnová          | výhra Giulia Quintavalleová           | výhra Bernadett Baczkóová             | -                                     | -                                     | -                                     | -                                     | prohra Kje Sun-hui                    |
| MS 2009 | lehká váha |  | nestartovala - Concepción Bellorínová | nestartovala - Concepción Bellorínová | nestartovala - Concepción Bellorínová | nestartovala - Concepción Bellorínová | nestartovala - Concepción Bellorínová | nestartovala - Concepción Bellorínová | nestartovala - Concepción Bellorínová | nestartovala - Concepción Bellorínová | nestartovala - Concepción Bellorínová | nestartovala - Concepción Bellorínová | nestartovala - Concepción Bellorínová |
| MS 2010 | lehká váha |  | nestartovala - Concepción Bellorínová | nestartovala - Concepción Bellorínová | nestartovala - Concepción Bellorínová | nestartovala - Concepción Bellorínová | nestartovala - Concepción Bellorínová | nestartovala - Concepción Bellorínová | nestartovala - Concepción Bellorínová | nestartovala - Concepción Bellorínová | nestartovala - Concepción Bellorínová | nestartovala - Concepción Bellorínová | nestartovala - Concepción Bellorínová |
| MS 2011 | lehká váha |  | volný los                             | výhra Julija Bežko                    | výhra Pak Hjo-ču                      | výhra Gemma Howellová                 | prohra Kaori Macumotová               | -                                     | -                                     | -                                     | prohra Corina Căprioriuová            | -                                     | -                                     |

### Mistrovství Evropy
| Rok     | Kategorie      |  | 1/32                                  | 1/16                                  | čtvrtfinále                           | semifinále                            | opravy                                | opravy                                | o bronz                               | finále                                |
| ------- | -------------- |  | ------------------------------------- | ------------------------------------- | ------------------------------------- | ------------------------------------- | ------------------------------------- | ------------------------------------- | ------------------------------------- | ------------------------------------- |
| ME 1992 | pololehká váha |  | prohra Laura Armonaityte              | -                                     | -                                     | -                                     | -                                     | -                                     | -                                     | -                                     |
| ME 1993 | lehká váha     |  | výhra Nancy van Stokkumová            | prohra Irena Vaitiekunaite            | -                                     | -                                     | -                                     | -                                     | -                                     | -                                     |
| ME 1994 | lehká váha     |  | nestartovala - Azucena Verdeová       | nestartovala - Azucena Verdeová       | nestartovala - Azucena Verdeová       | nestartovala - Azucena Verdeová       | nestartovala - Azucena Verdeová       | nestartovala - Azucena Verdeová       | nestartovala - Azucena Verdeová       | nestartovala - Azucena Verdeová       |
| ME 1995 | lehká váha     |  | volný los                             | výhra Einat Jaronová                  | výhra Anita Kubicová                  | výhra Jessica Galová                  | -                                     | -                                     | -                                     | prohra Nicola Fairbrotherová          |
| ME 1996 | lehká váha     |  | volný los                             | prohra Mária Pekliová                 | -                                     | -                                     | výhra Ursula Myrénová                 | výhra Francesca Campaniniová          | výhra Beata Kucharzewská              | -                                     |
| ME 1997 | lehká váha     |  | volný los                             | výhra Tanja Münzingerová              | výhra Nicola Fairbrotherová           | výhra Beata Kucharzewská              | -                                     | -                                     | -                                     | prohra Marisabelle Lombaová           |
| ME 1998 | lehká váha     |  | výhra Sharon Harteová                 | výhra Zülfiyyə Hüseynovová            | výhra Francesca Campaniniová          | výhra Lena Göldiová                   | -                                     | -                                     | -                                     | výhra Deborah Allanová                |
| ME 1999 | lehká váha     |  | volný los                             | výhra Patrícia Nagyová                | výhra Nicola Fairbrotherová           | výhra Michaela Vernerová              | -                                     | -                                     | -                                     | výhra Magali Batonová                 |
| ME 2000 | lehká váha     |  | volný los                             | prohra Marisabelle Lombaová           | -                                     | -                                     | -                                     | -                                     | -                                     | -                                     |
| ME 2001 | lehká váha     |  | volný los                             | výhra Jennifer Brienová               | výhra Marisabelle Lombaová            | výhra Cinzia Cavazzutiová             | -                                     | -                                     | -                                     | výhra Deborah Gravenstijnová          |
| ME 2002 | lehká váha     |  | výhra Lena Göldiová                   | prohra Barbara Harelová               | -                                     | -                                     | výhra Inga Kołodziejová               | výhra Sophie Coxová                   | výhra Taťána Šušakovová               | -                                     |
| ME 2003 | lehká váha     |  | výhra Sharon Harteová                 | výhra Inga Kołodziejová               | výhra Barbara Harelová                | výhra Olga Soninová                   | -                                     | -                                     | -                                     | výhra Lena Göldiová                   |
| ME 2004 | lehká váha     |  | volný los                             | výhra Elis Šlezingrová                | výhra Kifayət Qasımovová              | výhra Sabrina Filzmoserová            | -                                     | -                                     | -                                     | výhra Sophie Coxová                   |
| ME 2005 | lehká váha     |  | výhra Karoline Kubatzkiová            | výhra Katrien Ongenaová               | prohra Olga Soninová                  | -                                     | výhra Ane Presterudová                | výhra Deborah Gravenstijnová          | výhra Julieta Bukuvalaová             | -                                     |
| ME 2006 | lehká váha     |  | výhra Teresa Mirradová                | výhra Taťjana Andrijaněcová           | výhra Bernadett Baczkóová             | prohra Kifayət Qasımovová             | -                                     | -                                     | výhra Nina Luukkainenová              | -                                     |
| ME 2007 | lehká váha     |  | výhra Corina Căprioriuová             | výhra Bernadett Baczkóová             | výhra Inga Kołodziejová               | výhra Anna Nikitinová                 | -                                     | -                                     | -                                     | výhra Yvonne Bönischová               |
| ME 2008 | lehká váha     |  | výhra Joana Ramosová                  | výhra Liraz Ben-Melechová             | výhra Inga Kołodziejová               | výhra Barbara Harelová                | -                                     | -                                     | -                                     | prohra Sabrina Filzmoserová           |
| ME 2009 | lehká váha     |  | nestartovala                          | nestartovala                          | nestartovala                          | nestartovala                          | nestartovala                          | nestartovala                          | nestartovala                          | nestartovala                          |
| ME 2010 | lehká váha     |  | nestartovala - Concepción Bellorínová | nestartovala - Concepción Bellorínová | nestartovala - Concepción Bellorínová | nestartovala - Concepción Bellorínová | nestartovala - Concepción Bellorínová | nestartovala - Concepción Bellorínová | nestartovala - Concepción Bellorínová | nestartovala - Concepción Bellorínová |
| ME 2011 | lehká váha     |  | prohra Tetjana Levytská               | -                                     | -                                     | -                                     | -                                     | -                                     | -                                     | -                                     |
| ME 2012 | lehká váha     |  | prohra Myriam Roperová                | -                                     | -                                     | -                                     | -                                     | -                                     | -                                     | -                                     |